# Wspólnota administracyjna Ering
Wspólnota administracyjna Ering – wspólnota administracyjna (niem. Verwaltungsgemeinschaft) w Niemczech, w kraju związkowym Bawaria, w rejencji Dolna Bawaria, w regionie Landshut, w powiecie  Rottal-Inn. Siedziba wspólnoty znajduje się w miejscowości Ering.
Wspólnota administracyjna zrzesza dwie gminy wiejskie (Gemeinde): 
- Ering, 1 864 mieszkańców, 39,55 km²
- Stubenberg, 1 382 mieszkańców, 18,18 km²